# Jan II van Soissons

Wapen van Jan II van Soissons.

Jan II van Soissons, geboren Jan van Nesle (Jean de Nesle), bijgenaamd "de stotteraar" (le Bègue), (- 1270/1272) was graaf van Soissons, heer van Amboise en iure uxoris graaf van Chartres uit het Huis Nesle. Hij was de zoon van Rudolf I van Soissons (- 1235), graaf van Soissons, en diens tweede vrouw, Yolande de Joinville.
Hij is niet te verwarren met zijn neef Jan II van Nesle, heer van Nesle en burggraaf van Brugge.

## Leven
Jan steunde in 1230 de regentes Blanca van Castilië in haar strijd tegen hertog Peter Mauclerc van Bretagne. Het jaar daarop raakte hij met de kerkoversten van Soissons in conflict over bezitsrechten. Nadat hij daarbij meerdere prelaten had gevangen genomen, kon pas onder druk van koning Lodewijk IX en door bemiddeling van de aartsbisschop van Reims een verzoening worden bereikt. In 1242 steunde Jan de koning in zijn strijd tegen Hugo X van Lusignan en koning Hendrik III van Engeland.
Hij begeleidde de koning ook op de Zevende (of Zesde) Kruistocht (1248–1250) naar Egypte, waar hij zich op 8 februari 1250 in de strijd voor al-Mansoera onderscheidde. Tijdens het gevecht zou Jan zijn aangetrouwde neef, Jean de Joinville, al lachend hebben toegeroepen: "Seneschalk, laat deze honden janken; want, bij Gods hoofddoek (hetwelk zijn favoriete uitroep was), we zullen nog over deze dag spreken in de dames hun boudoirs." In april 1250 werd hij evenwel gevangen genomen door de mammelukken, maar werd kort daarop weer vrijgelaten en reisde daarop terug naar zijn thuisland.
In 1265 trok Jan met prins Karel van Anjou naar Italië om daar het koninkrijk Sicilië te veroveren. Daarbij had hij samen met Guy de Montfort de leiding over de escorte van Beatrix van Provence tot bij Rome. Het jaar daarop vocht hij mee in de zegerijke slag bij Benevento.
In 1270 nam Jan ook aan de Achtste (of Zevende) Kruistocht naar Tunis deel, waarbij Lodewijk IX is overleden. Jan is kort na zijn terugkeer in zijn thuisland overleden.

## Huwelijk en nakommelingen
Jan was eerst getrouwd met Maria (- 1241), erfdochter van Roger de Chimay. Hun kinderen waren:
- Jan III van Soissons (- voor 1286), graaf van Soissons;
- Rudolf (Raoul) de Nesle-Soissons (overleden in 1270/1271);
- Adelheid van Nesle-Soissons (1226-1255), getrouwd met Jan van Oudenaarde;
- Yolande van Nesle-Soissons (-1238), getrouwd met Hugo II de Rumigny, heer van Boves (-1270);
- Eleonora van Nesle-Soissons (-1280), getrouwd met Reinoud I van Thouars, burggraaf van Thouars, heer van Tiffauges (- 1264/1269);

Zijn tweede vrouw was Mathilde d'Amboise (- 1256), dochter van Sulpice III d'Amboise en Isabella van Blois. Zij was als erfgename van haar moeder gravin van Chartres.